# Barbara Karinska
Barbara Karinska (ur. 3 października 1886, zm. 19 października 1983) – ukraińska kostiumografka filmowa.

## Filmografia
- 1948: Joanna d’Arc
- 1954: Le Fil a la patte
- 1954: C'est la vie parisienne

## Nagrody
Została uhonorowana Oscarem.